# Grande Prêmio da Austrália de 2014
O Grande Prêmio da Austrália de 2014 (formalmente denominado 2014 Formula 1 Rolex Australian Grand Prix) foi uma corrida realizada no Circuito de Albert Park em Melbourne em 16 de março de 2014 como etapa de abertura do mundial de Fórmula 1. A Mercedes fez a pole position com Lewis Hamilton e venceu com Nico Rosberg. Foi a centésima vitória da Mercedes na categoria.
O regulamento da temporada de temporada de 2014 permitiu a volta dos motores V6 turbo cuja última participação fora na Austrália em 1988. Esta é a 79ª edição do Grande Prêmio da Austrália e a 30ª válida pelo mundial de Fórmula 1 a partir da vitória de Keke Rosberg em 1985.
O Alemão Nico Rosberg venceu pela quarta vez na carreira pilotando um Mercedes F1 W05. Quase 30 segundos depois cruzou Kevin Magnussen numa McLaren MP4-29 obtendo, já em sua estreia, o primeiro pódio dinamarquês na categoria e em terceiro ficou Jenson Button que atingiu 50 pódios. Originalmente segundo colocado, o australiano Daniel Ricciardo foi desclassificado após uma inspeção técnica constatar irregularidades no fluxo de combustível de sua Red Bull.

## Pneus Utilizados
| Nome do composto | Cor | Banda de rolamento | Condições de Tempo | Dry Type | Aderência | Longevidade |
| ---------------- | --- | ------------------ | ------------------ | -------- | --------- | ----------- |
| Macio            |     | Slick (P Zero)     | Seco               | Soft     | Médio     | Médio       |
| Médio            |     | Slick (P Zero)     | Seco               | Medium   | Médio     | Médio       |

## Resultados

### Treino Classificatório
| Pos.                     | Nu. | Piloto            | Construtor           | Q1       | Q2       | Q3       | Grid |
| ------------------------ | --- | ----------------- | -------------------- | -------- | -------- | -------- | ---- |
| 1                        | 44  | Lewis Hamilton    | Mercedes             | 1:31.699 | 1:42.890 | 1:44.231 | 1    |
| 2                        | 3   | Daniel Ricciardo  | Red Bull-Renault     | 1:30.775 | 1:42.295 | 1:44.595 | 2    |
| 3                        | 6   | Nico Rosberg      | Mercedes             | 1:32.564 | 1:42.264 | 1:45.087 | 3    |
| 4                        | 20  | Kevin Magnussen   | McLaren-Mercedes     | 1:30.949 | 1:43.247 | 1:45.745 | 4    |
| 5                        | 14  | Fernando Alonso   | Ferrari              | 1:31.388 | 1:42.805 | 1:45.819 | 5    |
| 6                        | 25  | Jean-Éric Vergne  | STR-Renault          | 1:33.488 | 1:43.849 | 1:45.864 | 6    |
| 7                        | 27  | Nico Hülkenberg   | Force India-Mercedes | 1:33.893 | 1:43.658 | 1:46.030 | 7    |
| 8                        | 26  | Daniil Kvyat      | STR-Renault          | 1:33.777 | 1:44.331 | 1:47.368 | 8    |
| 9                        | 19  | Felipe Massa      | Williams-Mercedes    | 1:31.228 | 1:44.242 | 1:48.079 | 9    |
| 10                       | 77  | Valtteri Bottas   | Williams-Mercedes    | 1:31.601 | 1:43.852 | 1:48.147 | 151  |
| 11                       | 22  | Jenson Button     | McLaren-Mercedes     | 1:31.396 | 1:44.437 |          | 10   |
| 12                       | 7   | Kimi Räikkönen    | Ferrari              | 1:32.439 | 1:44.494 |          | 11   |
| 13                       | 1   | Sebastian Vettel  | Red Bull-Renault     | 1:31.931 | 1:44.668 |          | 12   |
| 14                       | 99  | Adrian Sutil      | Sauber-Ferrari       | 1:33.673 | 1:45.655 |          | 13   |
| 15                       | 10  | Kamui Kobayashi   | Caterham-Renault     | 1:34.274 | 1:45.867 |          | 14   |
| 16                       | 11  | Sergio Pérez      | Force India-Mercedes | 1:34.141 | 1:47.293 |          | 16   |
| 17                       | 4   | Max Chilton       | Marussia-Ferrari     | 1:34.293 |          |          | 17   |
| 18                       | 17  | Jules Bianchi     | Marussia-Ferrari     | 1:34.794 |          |          | 18   |
| 19                       | 21  | Esteban Gutiérrez | Sauber-Ferrari       | 1:35.117 |          |          | 221  |
| 20                       | 9   | Marcus Ericsson   | Caterham-Renault     | 1:35.157 |          |          | 19   |
| 21                       | 8   | Romain Grosjean   | Lotus-Renault        | 1:36.993 |          |          | 20   |
| 22                       | 13  | Pastor Maldonado  | Lotus-Renault        | No Time  |          |          | 21   |
| Tempo dos 107%: 1:37.129 |     |                   |                      |          |          |          |      |
| Fonte:                   |     |                   |                      |          |          |          |      |

Notas
- ↑1  — Valtteri Bottas e Esteban Gutiérrez foram punidos com a perda de 5 posições no grid por trocar o câmbio

### Corrida
| Pos.   | Nu. | Piloto            | Construtor           | Voltas | Tempo/Retirado  | Grid | Pontos |
| ------ | --- | ----------------- | -------------------- | ------ | --------------- | ---- | ------ |
| 1      | 6   | Nico Rosberg      | Mercedes             | 57     | 1:32:58.710     | 3    | 25     |
| 2      | 20  | Kevin Magnussen   | McLaren-Mercedes     | 57     | +26.777         | 4    | 18     |
| 3      | 22  | Jenson Button     | McLaren-Mercedes     | 57     | +30.027         | 10   | 15     |
| 4      | 14  | Fernando Alonso   | Ferrari              | 57     | +35.284         | 5    | 12     |
| 5      | 77  | Valtteri Bottas   | Williams-Mercedes    | 57     | +47.639         | 15   | 10     |
| 6      | 27  | Nico Hülkenberg   | Force India-Mercedes | 57     | +50.718         | 7    | 8      |
| 7      | 7   | Kimi Räikkönen    | Ferrari              | 57     | +57.675         | 11   | 6      |
| 8      | 25  | Jean-Éric Vergne  | Toro Rosso-Renault   | 57     | +1:00.441       | 6    | 4      |
| 9      | 26  | Daniil Kvyat      | Toro Rosso-Renault   | 57     | +1:03.585       | 8    | 2      |
| 10     | 11  | Sergio Pérez      | Force India-Mercedes | 57     | +1:25.916       | 16   | 1      |
| 11     | 99  | Adrian Sutil      | Sauber-Ferrari       | 56     | +1 Volta        | 13   |        |
| 12     | 21  | Esteban Gutiérrez | Sauber-Ferrari       | 56     | +1 Volta        | 22   |        |
| 13     | 4   | Max Chilton       | Marussia-Ferrari     | 55     | +2 Voltas       | 17   |        |
| Ret    | 17  | Jules Bianchi     | Marussia-Ferrari     | 49     | +8 Voltas       | 18   |        |
| Ret    | 8   | Romain Grosjean   | Lotus-Renault        | 45     | ERS             | 20   |        |
| Ret    | 13  | Pastor Maldonado  | Lotus-Renault        | 31     | ERS             | 21   |        |
| Ret    | 9   | Marcus Ericsson   | Caterham-Renault     | 29     | Pressão do óleo | 19   |        |
| Ret    | 1   | Sebastian Vettel  | Red Bull-Renault     | 5      | Motor           | 12   |        |
| Ret    | 44  | Lewis Hamilton    | Mercedes             | 4      | Cilindro        | 1    |        |
| Ret    | 19  | Felipe Massa      | Williams-Mercedes    | 0      | Batida          | 9    |        |
| Ret    | 10  | Kamui Kobayashi   | Caterham-Renault     | 0      | Batida          | 14   |        |
| DSQ↑1  | 3   | Daniel Ricciardo  | Red Bull-Renault     | 57     | Desclassificado | 2    |        |
| Fonte: |     |                   |                      |        |                 |      |        |

↑1 Daniel Ricciardo foi desclassificado por irregularidade no combustivel.

## Tabela do campeonato após a corrida
Observe que somente as cinco primeiras posições estão incluídas na tabela.
| Pos | Piloto          | Pontos |
| --- | --------------- | ------ |
| 1   | Nico Rosberg    | 25     |
| 2   | Kevin Magnussen | 18     |
| 3   | Jenson Button   | 15     |
| 4   | Fernando Alonso | 12     |
| 5   | Valtteri Bottas | 10     |

| Pos | Construtor           | Pontos |
| --- | -------------------- | ------ |
| 1   | McLaren–Mercedes     | 33     |
| 2   | Mercedes             | 25     |
| 3   | Ferrari              | 18     |
| 4   | Williams–Mercedes    | 10     |
| 5   | Force India-Mercedes | 7      |